# Bayerische Landesanstalt für Landwirtschaft
Die Bayerische Landesanstalt für Landwirtschaft (LfL) ist eine Landesbehörde im Geschäftsbereich des Bayerischen Staatsministeriums für Ernährung, Landwirtschaft, Forsten und Tourismus mit Sitz am Campus Weihenstephan in Freising. Sie ist eine diesem Staatsministerium unmittelbar nachgeordnete Behörde und versteht sich als das Wissens- und Dienstleistungszentrum für die Landwirtschaft in Bayern, was sie unter dem Slogan „forschen, fördern, bilden“ zusammenfasst.
Die LfL unterhält mehrere Standorte in ganz Bayern. Neben ihrem Hauptsitz in Freising hat die Behörde unter anderem Standorte in Grub-Poing, München und Ruhstorf a.d.Rott.

## Geschichte
Die Landesanstalt wurde zum 1. Januar 2003 errichtet. In ihr sind die Landesanstalt für Bodenkultur und Pflanzenbau, die Landesanstalt für Tierzucht, die Landesanstalt für Ernährung, die Landesanstalt für Betriebswirtschaft und Agrarstruktur, die Landesanstalt für Landtechnik und die Landesanstalt für Fischerei sowie die Versuchsgüterverwaltungen Achselschwang, Freising und Grub aufgegangen.
Zum 1. Januar 2004 wurden die Lehr- und Versuchsanstalten für Tierhaltung Almesbach, Kringell, Schwarzenau, Spitalhof und Achselschwang sowie das Haupt- und Landgestüt Schwaiganger integriert.
Erster Präsident der Landesanstalt war Hans Schön. Nach seinem Tod 2004 wurde Jakob Opperer ab August 2005 der zweite Präsident, der die Landesanstalt aufbaute und weiterentwickelte. Seit 1. November 2020 steht Stephan Sedlmayer an der Spitze der LfL.

## Aufgaben

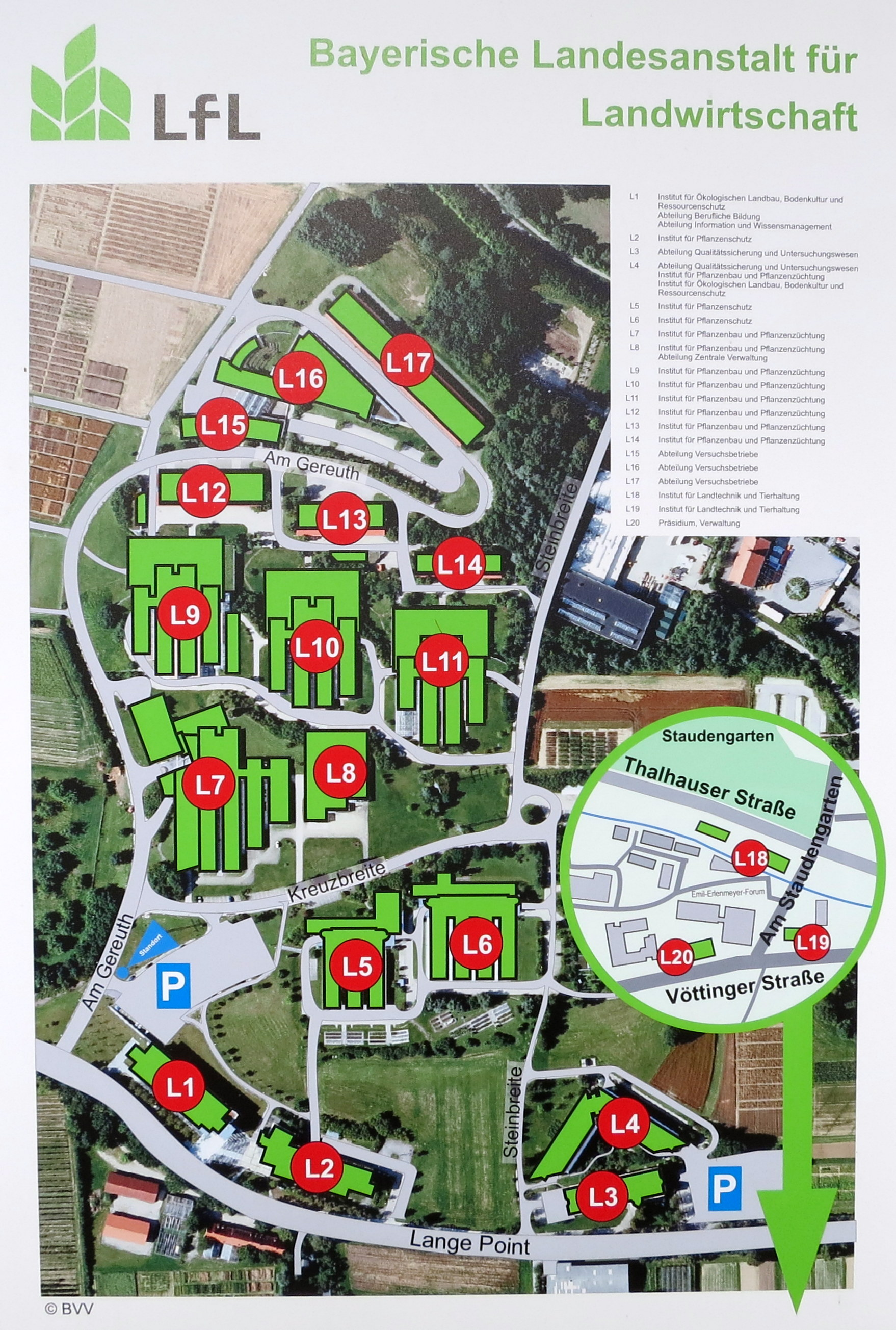
Orientierungstafel für die Gebäude der LfL (Lange Point)

Die Landesanstalt ist auf den Gebieten der Agrarökologie, des Pflanzenbaus, des Pflanzenschutzes, der Tierzucht, der Tierernährung, der Fischerei, der Landtechnik und Tierhaltung, der Ernährung und der Agrarökonomie tätig. Sie betreibt in diesen Bereichen anwendungsorientierte Forschung, ferner obliegen ihr die Durchführung von Versuchen und Modellvorhaben sowie Bestandsaufnahmen und Langzeitbeobachtungen. Ihr Tätigkeitsfeld umfasst die Erarbeitung von fachlichen Grundlagen für agrarpolitische Entscheidungen sowie die Erstellung von fachlichen Grundlagen und Standards für die Landwirtschaftsverwaltung und -beratung. Ein weiterer Aufgabenbereich liegt in der beruflichen Bildung in einzelnen landwirtschaftlichen Berufen.
Der Landesanstalt obliegen ferner Vollzugsaufgaben im landwirtschaftlichen Fachrecht sowie die Koordinierung und Steuerung der Ämter für Ernährung, Landwirtschaft und Forsten im Vollzug des Rechts der pflanzlichen und tierischen Erzeugung und der Milchquotenregelung.
Im Rahmen ihrer Aufgaben arbeitet die Landesanstalt mit vergleichbaren Einrichtungen, Universitäten, Fachhochschulen, Behörden und Institutionen sowie Verbänden, Organisationen und Unternehmen der Wirtschaft zusammen und wirkt in nationalen und internationalen Gremien mit.
Der Bayerische Oberste Rechnungshof kritisierte 2015 die Hopfenzüchtung und -forschung durch die Landesanstalt. Diese liegen ganz überwiegend im Interesse der Brau- und Hopfenwirtschaft und seien keine originäre staatliche Aufgabe. Zumindest solle sich die Brau- und Hopfenwirtschaft angemessen an den Kosten der Hopfenzüchtung und -forschung beteiligen.

## Dienstleistungen und Beratungen
- Wissenstransfer aus der Forschung in die Praxis: forschen, fördern, bilden

Die LfL ist in der angewandten Forschung aktiv, konkret vernetzt die LfL die verschiedenen Forschungsdisziplinen (Boden, Pflanze, Tier, Markt sowie Ökologie und Ökonomie) und erarbeitet fachübergreifendes Wissen. Die Forschungsergebnisse der LfL münden in praxistaugliche Lösungen und Strategien, es erfolgt eine enge Abstimmung mit Praktikern, Verbänden, anderen Forschungseinrichtungen und Behörden.
Aus dieser Zusammenarbeit bietet die LfL für ihre Zielgruppen lösungsorientierte Anwendungen und EDV-Programme, Monitoring, Prognosen und Warndienste, Ergebnisse von Sortenversuchen und detaillierte Informationen.
- Monitoring und Warndienst

Die Empfehlungen des amtlichen Pflanzenschutzwarndienstes in Bayern basieren auf Monitoringprogrammen, die das Auftreten von Krankheiten und Schädlingen erfassen und auf Prognosemodellen, die deren Infektionsrisiko oder Ausbreitung berechnen.
Hinweise zum regionalen Auftreten von Krankheiten und Schädlingen, Tipps zu Pflanzenbau und Pflanzenschutz sowie den lokalen Ansprechpartner für produktionstechnische Fragen erhält man bei den Ämtern für Ernährung, Landwirtschaft und Forsten (mit dem Fachzentrum Pflanzenbau) in der Nähe.
- AgrarMeteorologie Bayern

Die Bayerische Landesanstalt für Landwirtschaft bietet mit dem Agrarmeteorologischen Messnetz aktuelle Wetterdaten für Bayern sowie Prognosen und Monitoring-Programme für die Landwirtschaft, den Wein- und Gartenbau sowie die Bienenzucht. Darüber hinaus findet der Besucher dort einen Bewässerungsservice und eine Wettervorhersage.
- Sortenversuche und -beratung

Die Forschung zu Züchtung und Qualität von Pflanzen ist eine zentrale Aufgabe der LfL. Wir unterstützen Landwirte und Berater mit einer Sortenberatung fast aller Kulturen. Eigens durchgeführte Versuche sind die Basis.
- Notifizierung

Laborunternehmen, die im Bereich von Klärschlamm und Bioabfall Analysen durchführen, müssen ein Notifizierungsverfahren durchlaufen. Das Verfahren umfasst alle Schritte von der Probenahme über die Durchführung der Analysen bis zur Erstellung der Ergebnisberichte. AQU ist die Notifizierungsstelle nach Abfallrecht für Bayern.
- Interaktive Anwendungen

Die LfL stellt den Landwirten und der Landwirtschafts-Beratung sowie allen Bürgerinnen und Bürgern eine Reihe kostenloser EDV-Programme, Kalkulationsdaten und Hintergrundinformationen zur Kalkulation der Wirtschaftlichkeit landwirtschaftlicher Produktionsverfahren zur Verfügung.

## Organisation

### Präsident und Stabsstelle

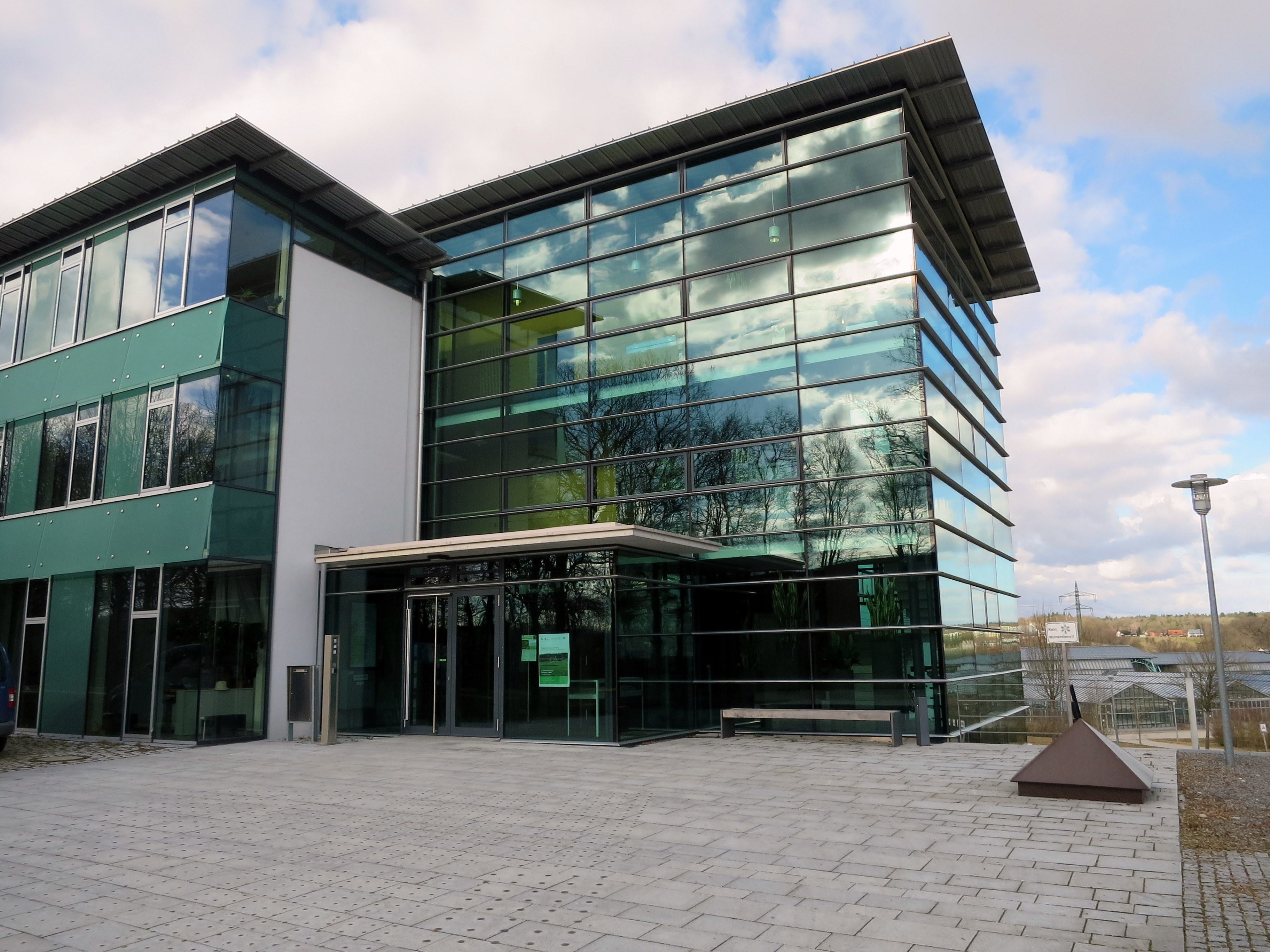
Sitz des Präsidenten im Institutsgebäude Lange Point 12 in Freising

Der Präsident der LfL hat zusammen mit dem Präsidialbüro und der Vizepräsidentin Wissen (Annette Freibauer) sein Büro im Gebäude Lange Point 12, Freising. Das Präsidialbüro ist zuständig für:
- das strategische Controlling,
- die organisatorische Unterstützung des Präsidenten und der erweiterten Amtsleitung und
- für Risikobewertungen und Entwicklung von Handlungsstrategien.

### Institute
Die Landesanstalt gliedert sich in folgende fachlich eigenständige Institute:

#### Institut für Agrarökologie und Biologischen Landbau (IAB)

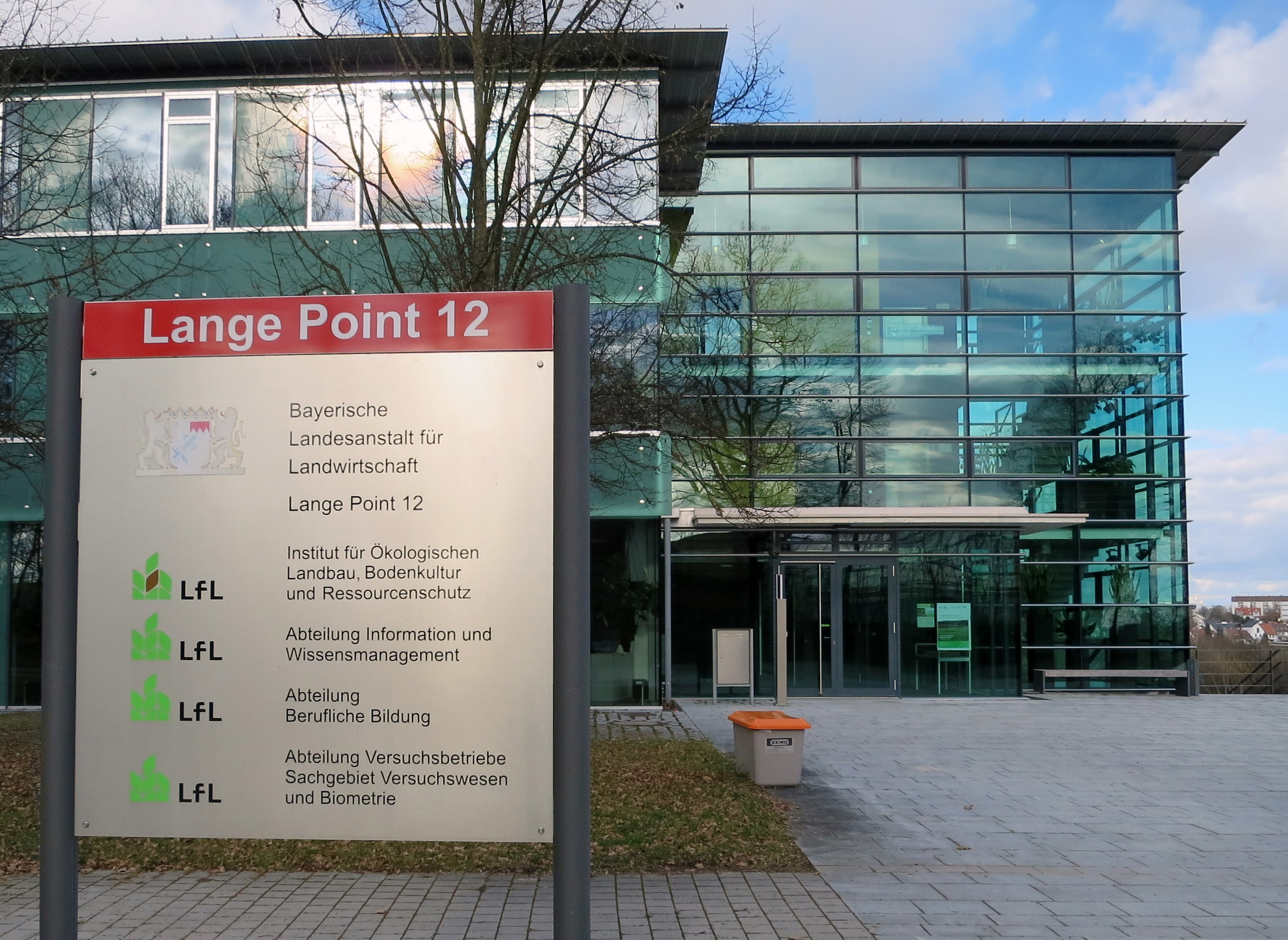
Lange Point 12, Institutsgebäude mit Tafel

Das Institut für Agrarökologie und Biologischen Landbau (IAB) ist in den Bereichen Agrarökologie, Biologischer Landbau, Bodenkultur, Pflanzenernährung und Landschaftspflege tätig. Es erforscht dabei unter anderem Methoden zur standortgerechten Landbewirtschaftung und Pflege der Kulturlandschaft. Dem Institut obliegen zudem Hoheitsaufgaben im Bereich des Bodenschutzes und der Düngung. Der Hauptsitz von IAB ist in Freising.
Das Institut für Agrarökologie und Biologischen Landbau ist in vier Arbeitsbereiche untergliedert:
- IAB 1 – Bodenschutz und Bodenfruchtbarkeit
- IAB 2 – Düngung, Nährstoffflüsse und Gewässerschutz
- IAB 3 – Kompetenzzentrum Ökolandbau
- IAB 4 – Kulturlandschaft und Biodiversität

#### Institut für Agrarökonomie (IBA)
Das Institut für Agrarökonomie (IBA) ist mit der Erarbeitung, Aufbereitung und Darstellung von ökonomischem Entscheidungswissen in der Land- und Ernährungswirtschaft betraut. Die Hauptstandorte des Instituts liegen an der Menzinger Str. 54 in München sowie in Ruhstorf an der Rott.
Das Institut für Agrarökonomie ist in fünf Arbeitsbereiche untergliedert:
- IBA 1 – Umweltökonomik und Agrarstruktur
- IBA 2 – Diversifizierung
- IBA 3 – Betriebswirtschaftliche Grundlagen
- IBA 4 – Ökonomik tierischer und pflanzlicher Erzeugnisse
- IBA 5 – Analyse und Bewertung von Agrarmärkten

#### Institut für Fischerei (IFI)
Das Institut für Fischerei (IFI) betreibt Forschung und Ausbildung im Fischereiwesen. Im Rahmen dessen führt das Institut unter anderem die staatliche Fischerprüfung in Bayern durch. Es soll zudem wirtschaftlich und ökologisch nachhaltige Strategien zur Fischproduktion entwickeln. Die IFI-Standorte sind Starnberg, Nonnenhorn und Höchstadt an der Aisch.
Das Institut für Fischerei ist in fünf Arbeitsbereiche untergliedert:
- IFI 1 – Fluss- und Seenfischerei
- IFI 2 – Karpfenteichwirtschaft
- IFI 3 – Forellenteichwirtschaft
- IFI 4 – Intensive Aquakultur
- IFI 5 – Aus- und Fortbildung

#### Institut für Landtechnik (ILT)

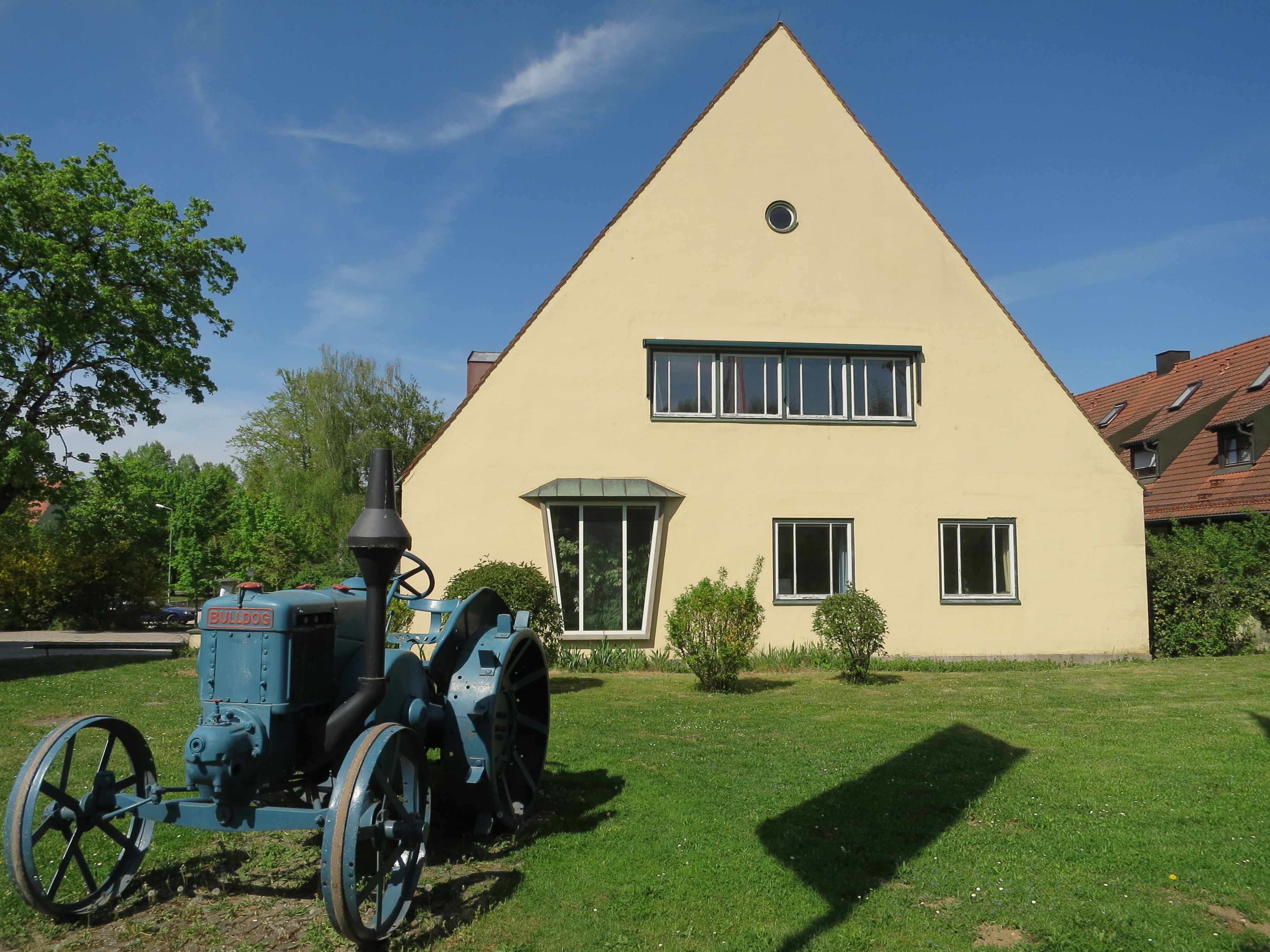
Bulldog vor alten Landtechnikgebäuden – Symbol der Mechanisierung

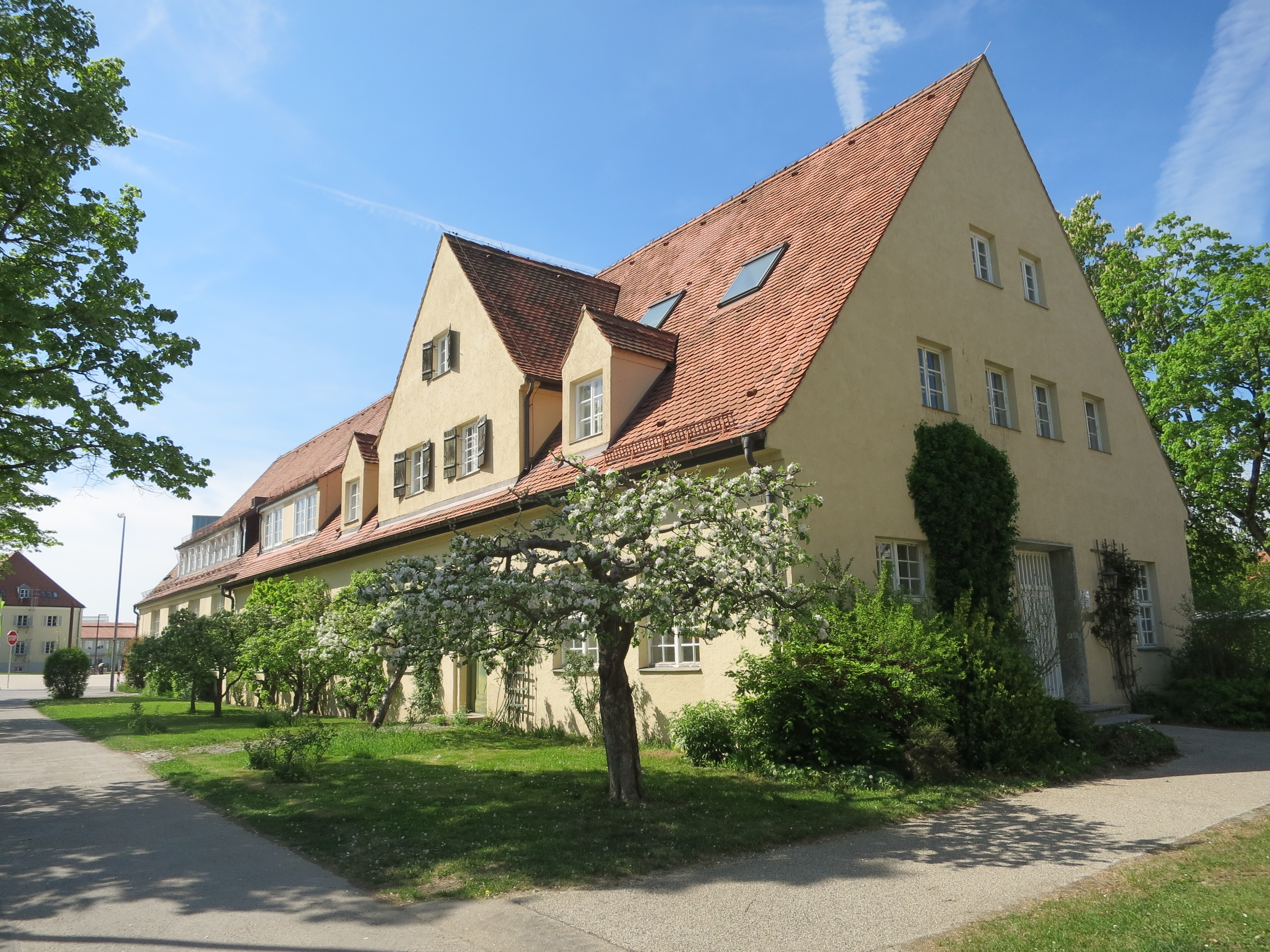
Gebäude der alten Landtechnik an der Vöttinger Straße

Das Institut für Landtechnik (ILT) forscht in den Bereichen der Automatisierung, Mechanisierung und Digitalisierung im Bereich der Landwirtschaft. Zu den Schwerpunkten gehört die Agrarsystemtechnik und die Umwelttechnik. Das Institut hat seine Standorte an der Vöttinger Straße in Freising und in Ruhstorf a.d.Rott.
Das Institut für Landtechnik ist in vier Arbeitsbereiche untergliedert:
- ILT 1 – Verfahrenstechnik im Pflanzenbau
- ILT 2 – Umwelttechnik in der Landnutzung
- ILT 3 – Technische Arbeitsgruppe – Mechatronik
- ILT 4 – Digitalisierung

Bis Juni 2025 hieß das Institut noch „Institut für Landtechnik und Tierhaltung“. Das frühere ILT-Arbeitsgebiet Tierhaltung ging im Juli 2025 im Institut für Tierhaltung und Futterwirtschaft (ITF) auf.

#### Institut für Pflanzenschutz (IPS)
Das Institut für Pflanzenschutz der LfL ist das Kompetenzzentrum für den Pflanzenschutz in Bayern und für den Vollzug des Pflanzenschutzgesetzes zuständig.
Die Leitung des Instituts für Pflanzenschutz (IPS) befindet sich im Gebäude „Lange Point 10“, im Nordteil des Campus Freising-Weihenstephan.
Leitung: Jakob Maier
- An der „Kreuzbreite 2“ in Freising sitzt ein Teil des Instituts für Pflanzenschutz:
  - Arbeitsgruppe Grundsatzfragen Pflanzenschutz (IPS 1a),
  - Amtliche Mittelprüfung (IPS 1c),
  - Anwendungstechnik, amtliche Geräteprüfung (IPS 1d).
- An der „Kreuzbreite 4“ in Freising sitzen
  - ein Teil des Arbeitsbereiches Allgemeiner Pflanzenschutz (IPS 1),
  - ein Teil des Arbeitsbereiches Spezieller Pflanzenschutz (IPS 3),
  - sowie die Arbeitsgruppe Krankheiten, Schädlinge im Gartenbau (IPS 3d).
- An der „Langen Point 10“ in Freising sitzen die
  - Leitung
  - und die übrigen Arbeitsbereiche des Instituts für Pflanzenschutz (IPS 2a, IPS 2b, IPS 2c, IPS 2d, 2e, 3a, 3b, 3c, 4a, 4b, 4c)

Ferner gibt es noch den
- Standort „Grub-Poing“ („Prof.-Zorn-Straße 19“ in 85586 Grub-Poing). Dort befinden sich
  - die Arbeitsgruppe „Bekämpfung des Asiatischen Laubholzbockkäfers“ (ALB) (IPS 4d)
  - und die Versuchsstation Grub.

Weitere Mitglieder der Arbeitsgruppe Bekämpfung des Asiatischen Laubholzbockkäfers sitzen an Ämtern für Ernährung, Landwirtschaft und Forsten.

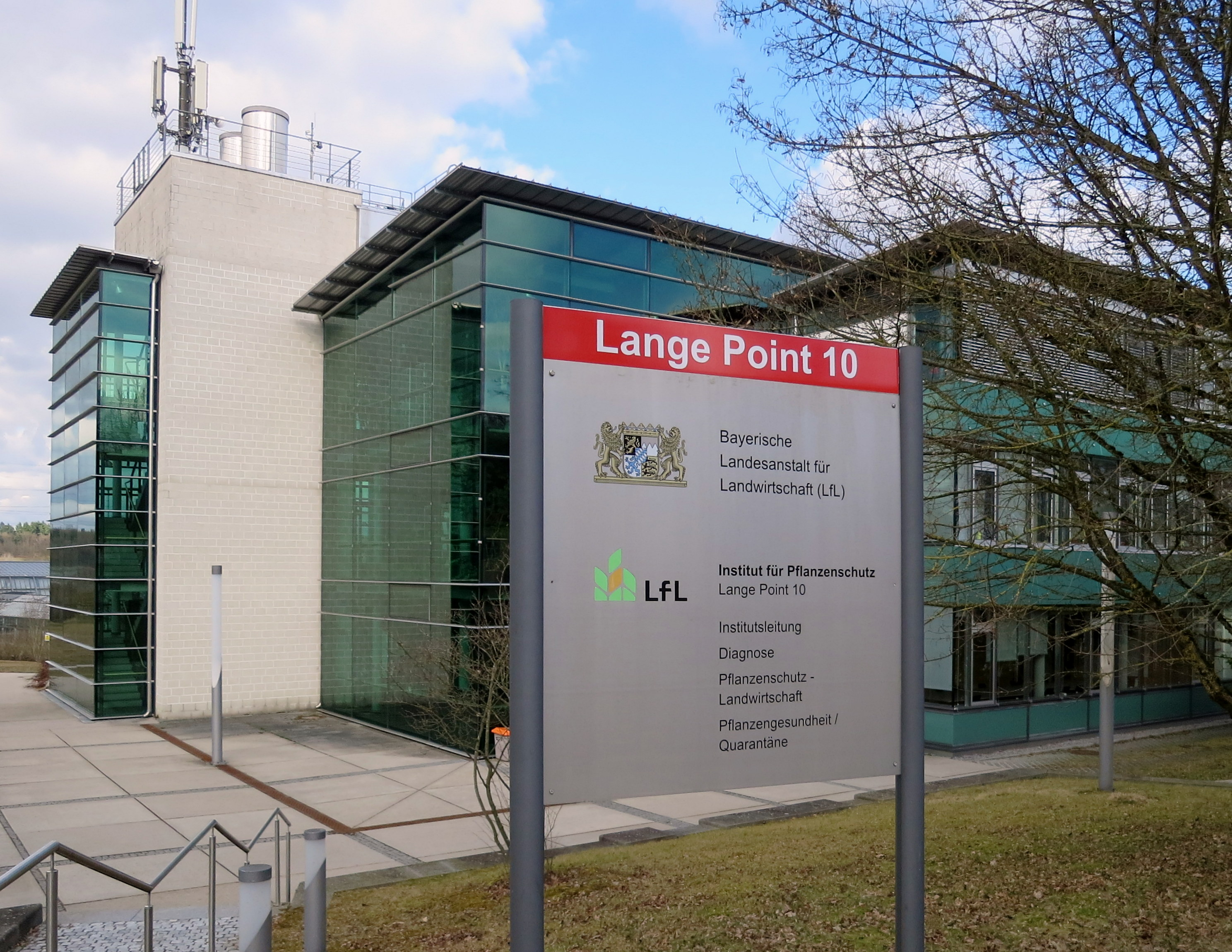
Lange Point 10, Institutsgebäude des IPS
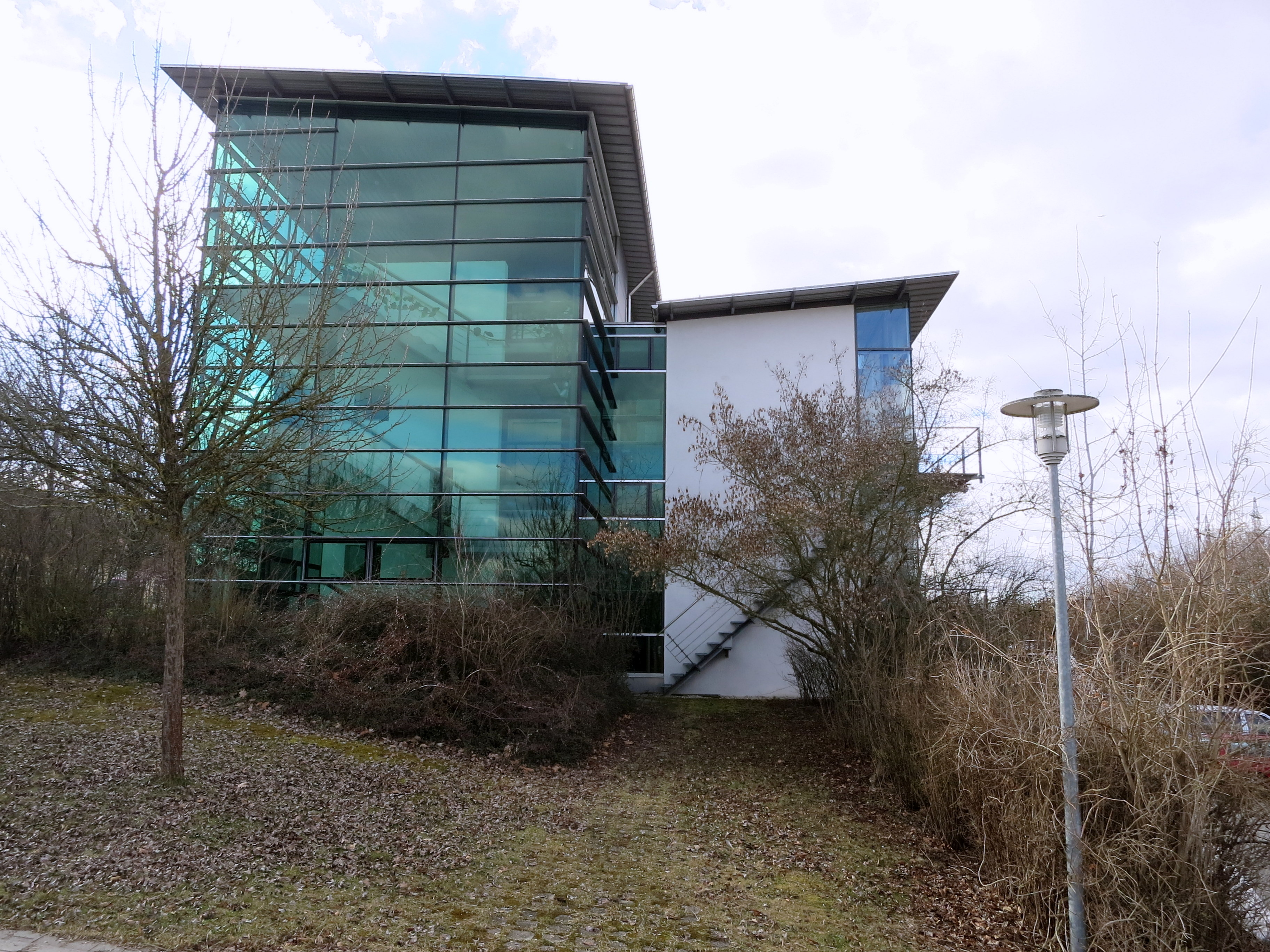
Lange Point 10, Ostseite des Institutsgebäudes

#### Institut für Pflanzenbau und Pflanzenzüchtung (IPZ)
Das Institut ist das Informations-, Dokumentations- und Kompetenzzentrum für alle pflanzenbaulichen Fragestellungen in Bayern. Es liefert fachliche Entscheidungsgrundlagen für die bayerische Staatsregierung, erarbeitet aktuelle Fachinformationen für die staatliche Beratung, für Handel, Industrie, Züchter sowie Verarbeiter und vollzieht einschlägige pflanzenbauliche Hoheitsaufgaben.
Leitung: Peter Doleschel
Ein Teil des Instituts für Pflanzenbau und Pflanzenzüchtung sitzt „Am Gereuth 2“ in Freising:
- - IPZ 1b – Arbeitsgruppe Genomanalyse, Genquellen,
- IPZ 3 – Arbeitsbereich Hackfrüchte, Öl- und Eiweißpflanzen, Heil- und Gewürzpflanzen mit den Arbeitsgruppen
  - IPZ 3a – Pflanzenbausysteme, Züchtungsforschung und Beschaffenheitsprüfung bei Kartoffeln,
  - IPZ 3b – Zuchtmethodik und Biotechnologie Kartoffeln,
  - IPZ 3d – Pflanzenbausysteme bei Heil- u. Gewürzpflanzen.

„Am Gereuth 4“ in Freising sitzen die
- - IPZ 3c – Arbeitsgruppe Pflanzenbausysteme bei Zuckerrüben, Öl- und Eiweißpflanzen, Zwischenfruchtanbau, Fruchfolgen sowie der
- IPZ 4 – Arbeitsbereich Futterpflanzen, Mais, Grünland des Institutes für Pflanzenbau und Pflanzenzüchtung.

„Am Gereuth 6“ in Freising sitzt der
- IPZ 2 – Arbeitsbereich Getreide.

„Am Gereuth 8“ in Freising sitzen
- die „Leitung des Instituts für Pflanzenbau und Pflanzenzüchtung“ sowie
  - IPZ 1a, c, d – Teile des Arbeitsbereiches Biotechnologie der Pflanzenzüchtung,
  - IPZ 5c – die Arbeitsgruppe Züchtungsforschung Hopfen und ein Teil des
  - IPZ 6a, b – Arbeitsbereiches Amtliche Saatgutanerkennung, Verkehrskontrollen.

An der „Kreuzbreite 2“ in Freising sitzen
- - IPZ 1a – Arbeitsgruppe Grundsatzfragen Pflanzenschutz,
  - IPZ 1c – Amtliche Mittelprüfung,
  - IPZ 1d – Anwendungstechnik, amtliche Geräteprüfung.

An der „Langen Point 6“ sitzen die
- - IPZ 6c – Arbeitsgruppen Beschaffenheitsprüfung Saatgut und Saatgutforschung und
  - IPZ 6d – Proteinelektrophorese.

Am Standort Hüll–Wolnzach, am Hopfenforschungszentrum, sitzen die
- Leitung des Arbeitsbereiches Hopfen IPZ 5 sowie die Arbeitsgruppen
  - IPZ 5b – Pflanzenschutz im Hopfen,
  - IPZ 5c – Züchtungsforschung Hopfen,
  - IPZ 5d – Hopfenqualität/-analytik,
  - IPZ 5e – Ökologische Fragen des Hopfenbaus.

Das Hopfenforschungszentrum Hüll ist eine gemeinsame Einrichtung der privatrechtlichen Gesellschaft für Hopfenforschung e. V. und des Freistaats Bayern, die im Ortsteil Hüll von Wolnzach im Zentrum der Hallertau angesiedelt ist. Sie ist weltweit die bedeutendste Forschungseinrichtung zu allen Fragen rund um den Hopfen als Sonderkultur.

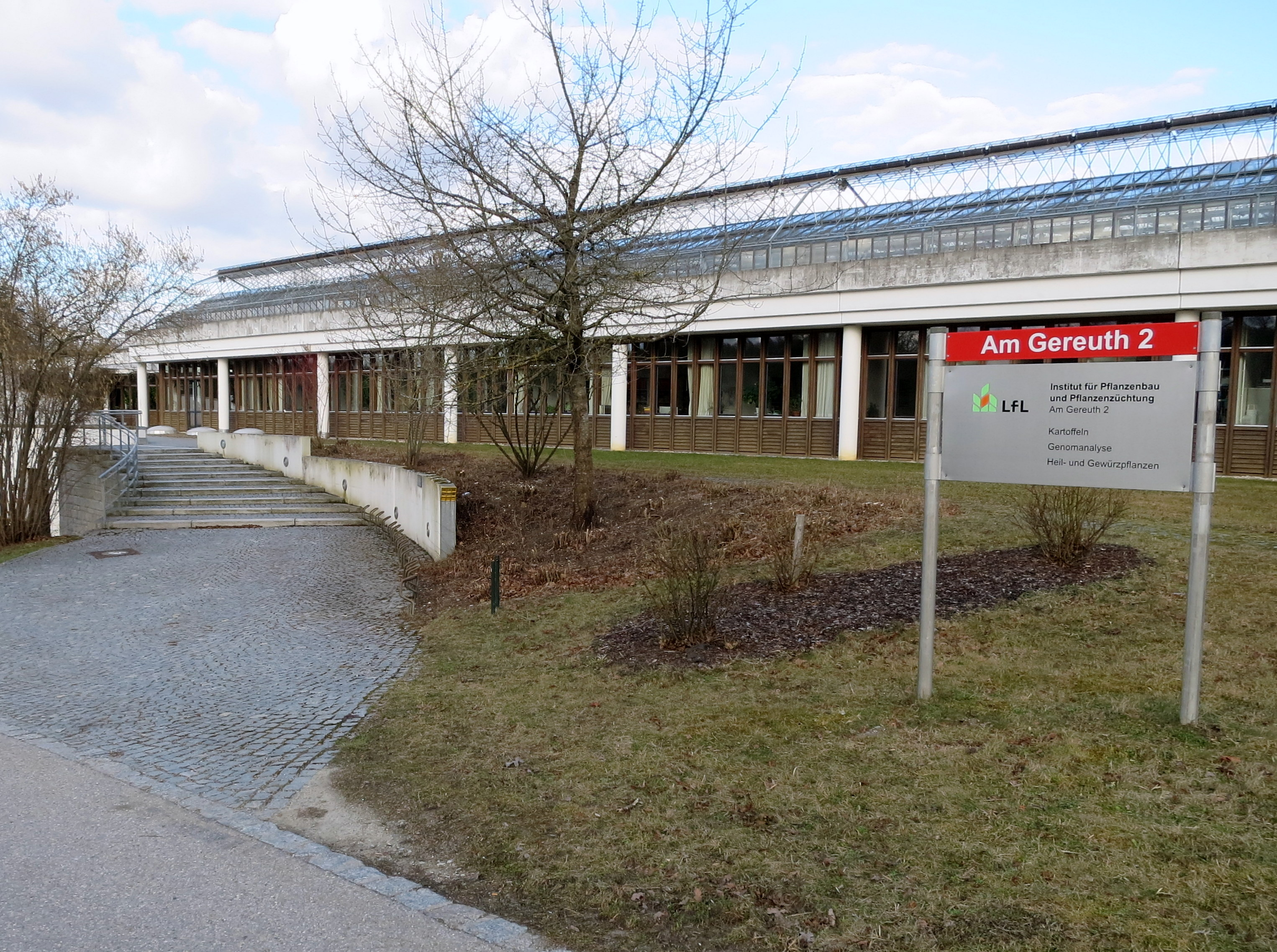
Institutsgebäude der LfL, Am Gereuth 2
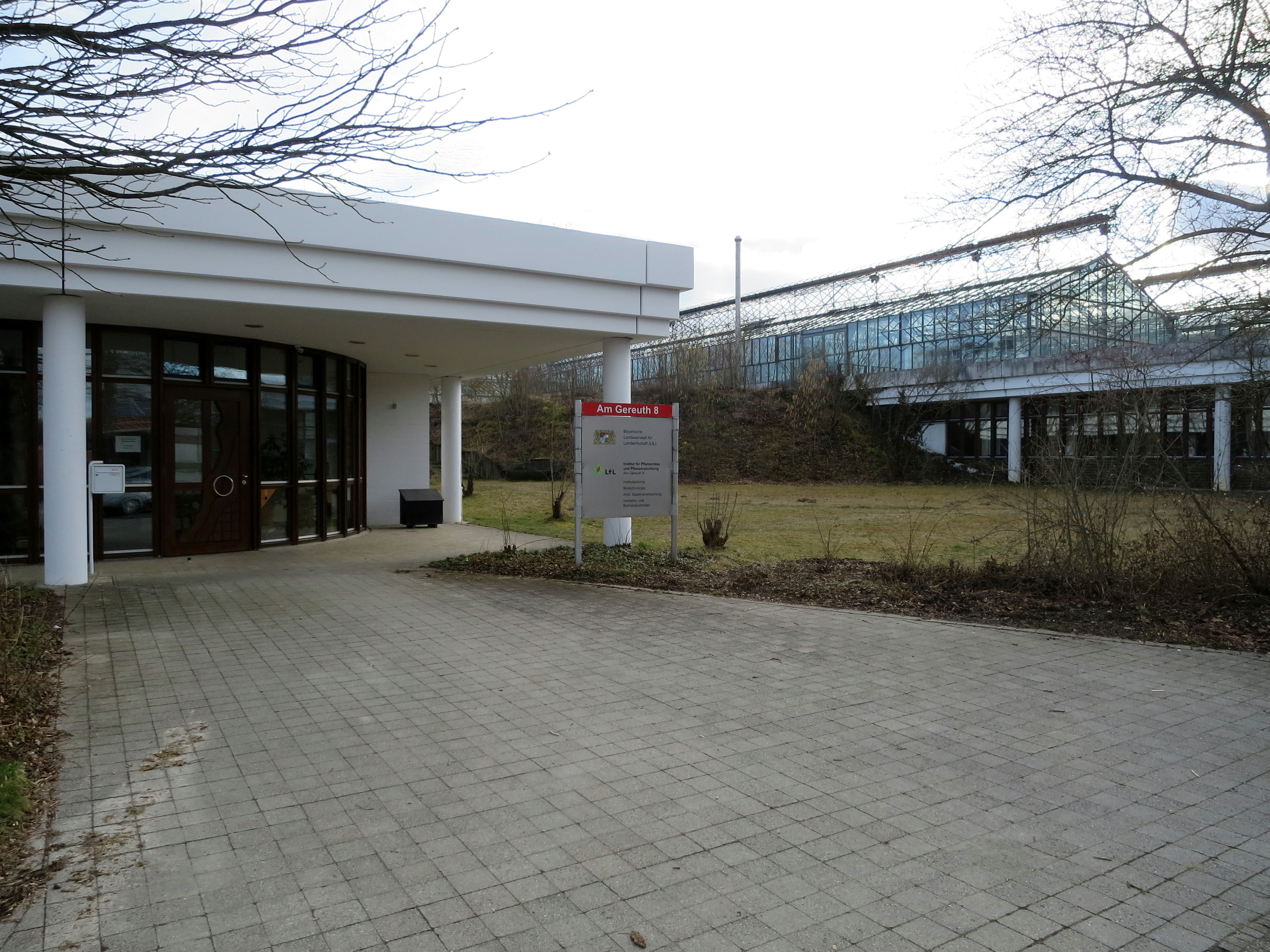
Institutsgebäude der LfL, Am Gereuth 8
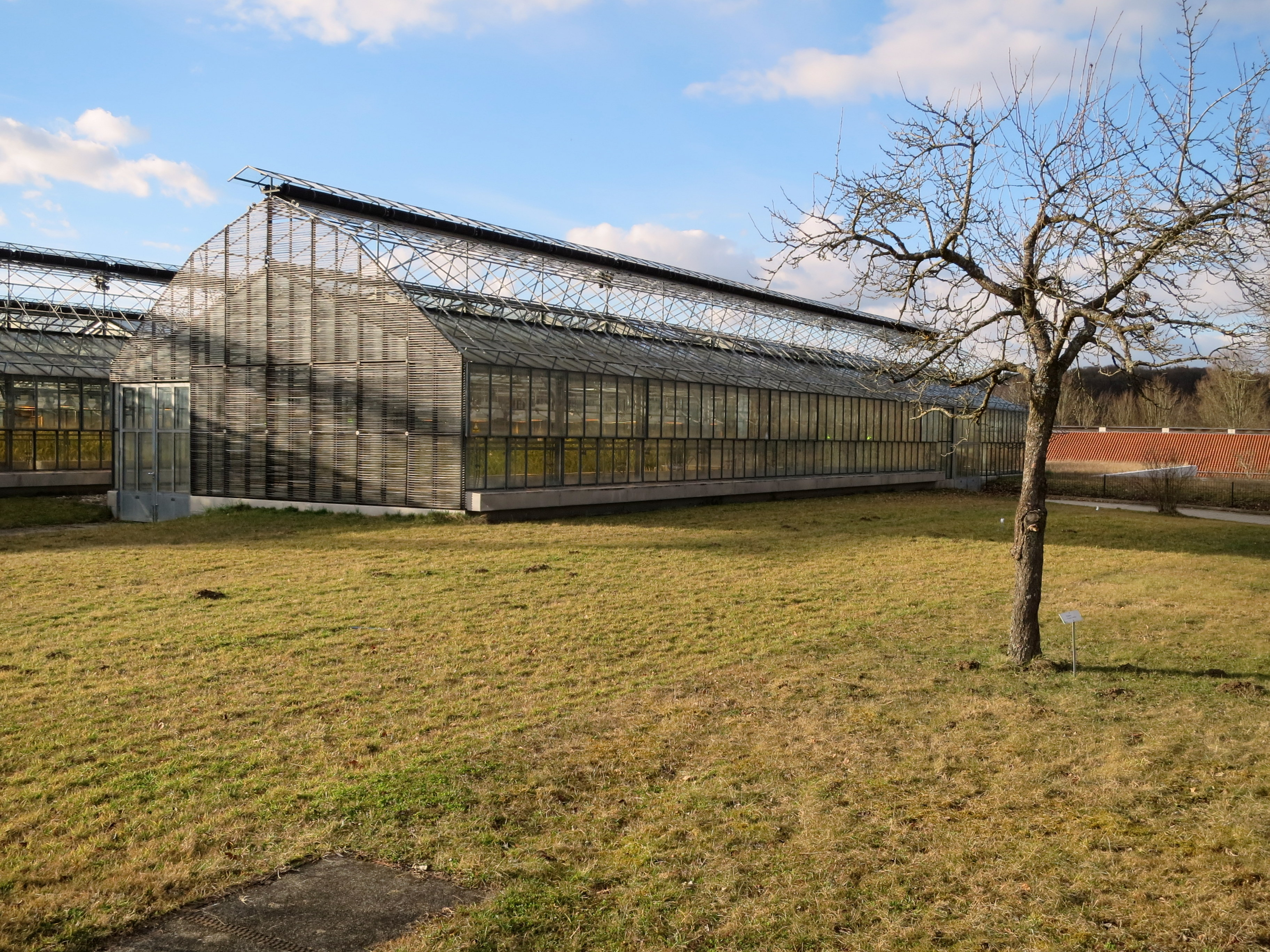
Institutsgebäude der LfL – Gewächshäuser
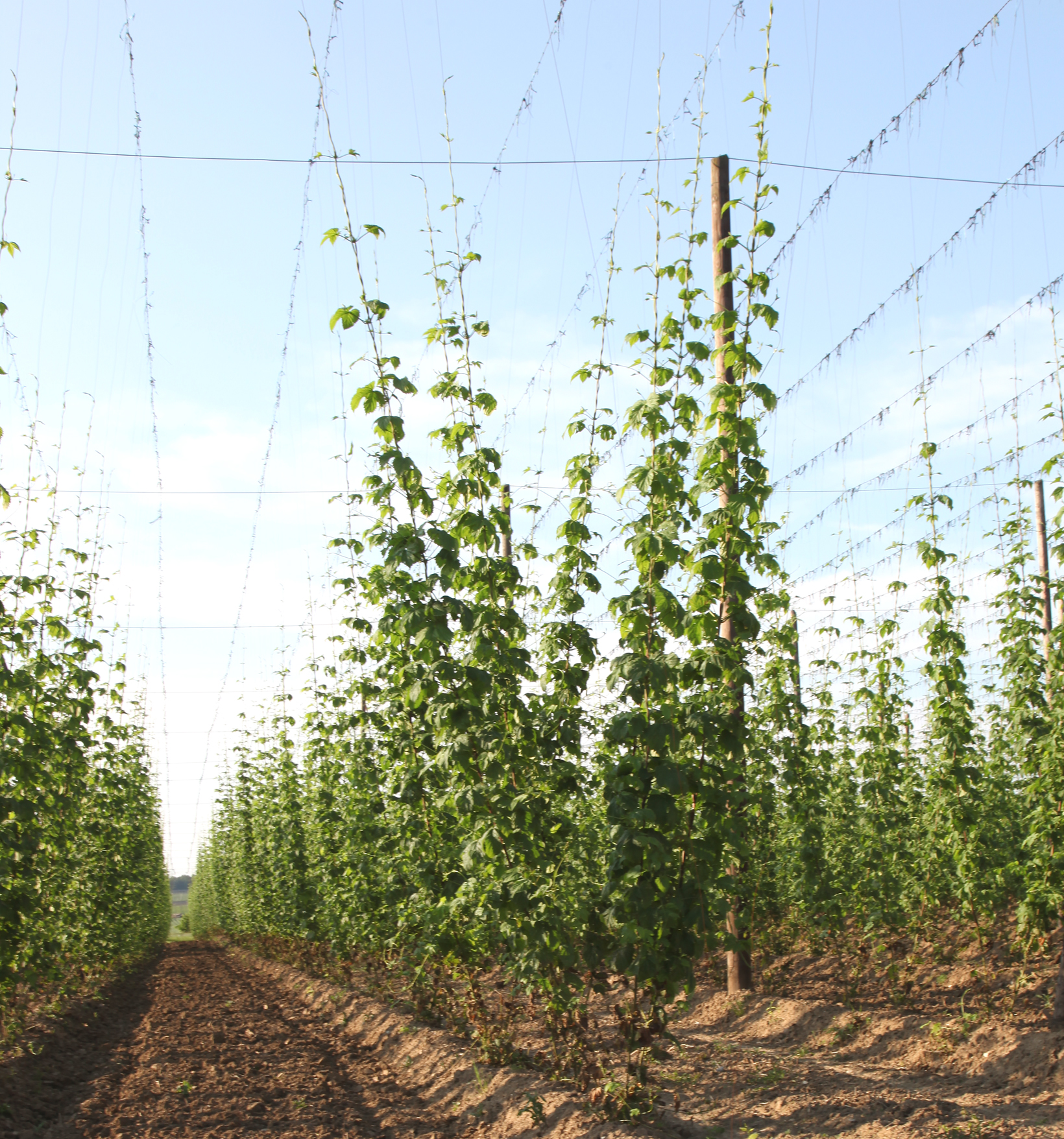
Hopfenfeld in Bayern

#### Institut für Qualität in der Ernährungswirtschaft (IQE)
Das Institut für Qualität in der Ernährungswirtschaft (IQE) ging zum 1. Oktober 2024 aus dem früheren Institut für Ernährungswirtschaft und Märkte (IEM) hervor. Am Institut sind wesentliche hoheitliche Aufgaben gebündelt. Der Hauptstandort des Instituts liegt an der Menzinger Str. 54 in München.
Das Institut für Qualität in der Ernährungswirtschaft ist in vier Arbeitsbereiche untergliedert:
- IQE 1 – Kontrollen Marktordnungen
- IQE 2 – Systemkontrollen
- IQE 3 – Kontrollen EU-Öko-Verordnung
- IQE 4 – Fachrechtskontrollen

#### Institut für Tierhaltung, Tierernährung und Futterwirtschaft (ITF)
Das Institut für Tierhaltung und Futterwirtschaft (ITF) wurde zum 1. Juli 2025 gegründet. Es ging aus dem Institut für Tierernährung und Futterwirtschaft (ITE) und dem Arbeitsgebiet Tierhaltung aus dem früheren Institut für Landtechnik und Tierhaltung (ILT) hervor. Der Forschungsschwerpunkt des Instituts liegt auf der Haltung und Fütterung von Nutztieren wie Rindern, Schweinen und Geflügel. Der Hauptstandort des Instituts liegt in Grub.
Das Institut ist in vier Arbeitsbereiche untergliedert:
- ITF 1 – Bauwesen und Tierverhalten
- ITF 2 – Futterwirtschaft und Grünlandnutzung
- ITF 3 – Schweine und Geflügel
- ITF 4 – Rinder, kleine Wiederkäuer und Pferde

#### Institut für Tierzucht (ITZ)
Das Institut für Tierzucht (ITZ) forscht in verschiedenen Bereichen der Tierzüchtung und erfüllt hoheitliche Aufgaben wie den Vollzug der gesetzlichen Vorgaben in der landwirtschaftlichen Tierzucht. Zu den Forschungsschwerpunkten des Instituts zählen die Leistungsprüfung und die Zuchtwertschätzung. Der Hauptstandort des Instituts befindet sich in Grub. Weitere Standorte sind München-Riem und Ruhstorf an der Rott.
Das Institut für Tierzucht ist in vier Arbeitsbereiche untergliedert:
- ITZ 1 – Leistungsprüfung, übertragene Aufgaben
- ITZ 2 – Zuchtleitung
- ITZ 3 – Quantitative Genetik
- ITZ 4 – Experimentelle Tierzuchtforschung

#### Kompetenzzentrum für Ernährung (KErn)

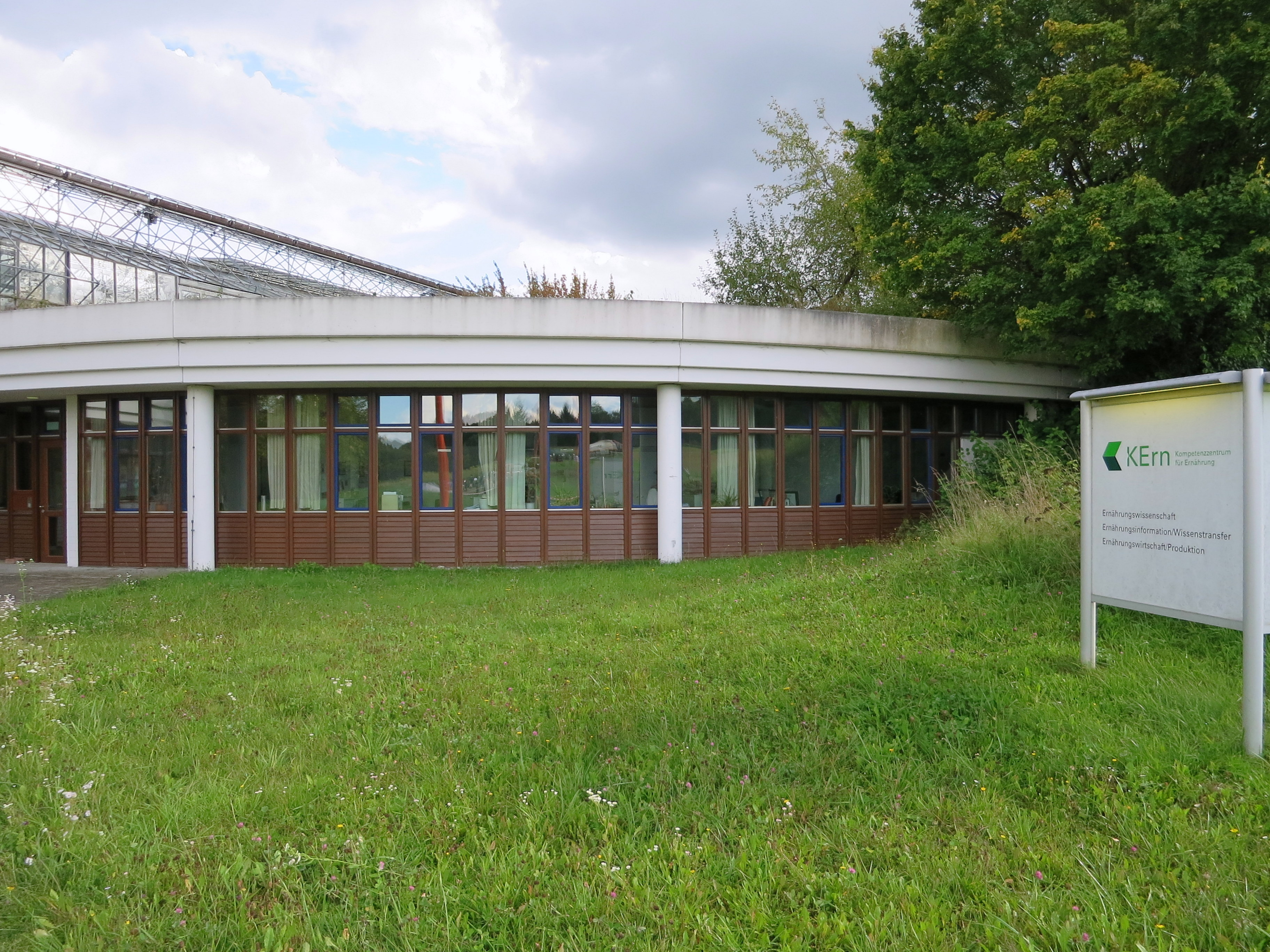
Das KErn in der LfL – Lange Point

Das Kompetenzzentrum für Ernährung (KErn) wurde im Herbst 2011 als eigenständige Einrichtung gegründet. Mittlerweile ist es den Instituten der LfL gleichgestellt. Zu den Aufgaben des Kompetenzzentrums zählt es, Informationen aus Wissenschaft und Praxis aus dem Bereich der Ernährung zusammenzuführen. Das KErn ist an den Standorten Freising und Kulmbach angesiedelt.
Das Kompetenzzentrum für Ernährung ist in drei Bereiche untergliedert:
- Ernährungswissen und Innovation
- Ernährungsbildung und Gemeinschaftsverpflegung
- Ernährungswirtschaft und Genuss

Am KErn ansässig ist zudem ist der Cluster Ernährung, der Akteure aus Landwirtschaft, Ernährungshandwerk, Ernährungswirtschaft, Wissenschaft und Lebensmittelhandel zusammenbringen soll.

### Abteilungen der LfL
Neben den Instituten gehören vier Abteilungen zur Landesanstalt für Landwirtschaft.
- Abteilung Berufliche Bildung (ABB): Die Abteilung soll sicherstellen, dass die Ausbildung einschließlich der Meisterfortbildung in den Agrarberufen Milchtechnologe/in, Milchwirtschaftliche/r Laborant/in, Pferdewirt/in, Fischwirt/in und Tierwirt/in (ohne Imkerei) sowie die Fortbildung als Fachagrarwirt/in Erneuerbare Energien-Biomasse, Fachagrarwirt/in Besamungswesen und Fachagrarwirt/in Leistungs- und Qualitätsprüfungen in der Tierproduktion gesetzeskonform und auf hohem Niveau erfolgt.[19]
- Abteilung Informationsmanagement (AI): Die Abteilung ist für die strategische Ausrichtung und die Steuerung des IuK-Einsatzes an der Landesanstalt, den Betrieb der IuK-Infrastruktur im Bayerischen Behördennetz und für die IT-Arbeitsplatzausstattung zuständig.[20]
- Abteilung Laboranalytik (AL): Die Abteilung unterstützt mit ihren chemischen und mikrobiologischen Analysen die Institute der LfL bei Versuchsvorhaben und Forschungsprojekten sowie beim Vollzug von Hoheitsaufgaben. Die Daten dienen der staatlichen Beratung und der Wirtschaftskreise, vor allem in den Bereichen Qualitätssicherung und Umweltschutz. Des Weiteren besteht eine Zusammenarbeit mit den Selbsthilfeeinrichtungen der bayerischen Landwirtschaft (LKP, LKV).[21]
- Abteilung Verwaltung (AV): Die Abteilung bearbeitet die internen Verwaltungsvorgänge an der LfL. Sie ist in die fünf Sachgebiete „Zentraler Servicebereich“, „Personal“, „Betriebswirtschaftliche und finanzielle Steuerung“, „Allgemeine Rechtsangelegenheiten und Recht der Ernährungswirtschaft“ sowie „Bußgeldverfahren und Recht der pflanzlichen und tierischen Erzeugung“ gegliedert.[22]

### Fachzentren
- LVFZ für Milchanalytik Triesdorf – Leitung: Uwe Mohr[23]

- - Das Lehr-, Versuchs- und Fachzentrum für Milchanalytik (LVFZ) liegt im mittelfränkischen Triesdorf, einem einzigartigen Bildungszentrum in den Bereichen Agrarwirtschaft, Ernährungs- und Lebensmittelwirtschaft sowie der Umweltsicherung. Hauptaufgabe der Bildungseinrichtung ist die Aus-, Fort- und Weiterbildung des milchwirtschaftlichen Laborpersonals.
  - Standort: Steingruberstr. 10, 91746 Weidenbach

## Standorte der LfL
Die Bayerische Landesanstalt für Landwirtschaft hat Standorte in Freising, Grub (Gemeinde Poing), Höchstadt an der Aisch, Hüll (Markt Wolnzach), Kempten, Kitzingen, Kulmbach, München, Nonnenhorn, Ruhstorf an der Rott, Schwarzenau (Markt Schwarzach am Main), Starnberg, Triesdorf (Markt Weidenbach) und Wolnzach.

### Freising

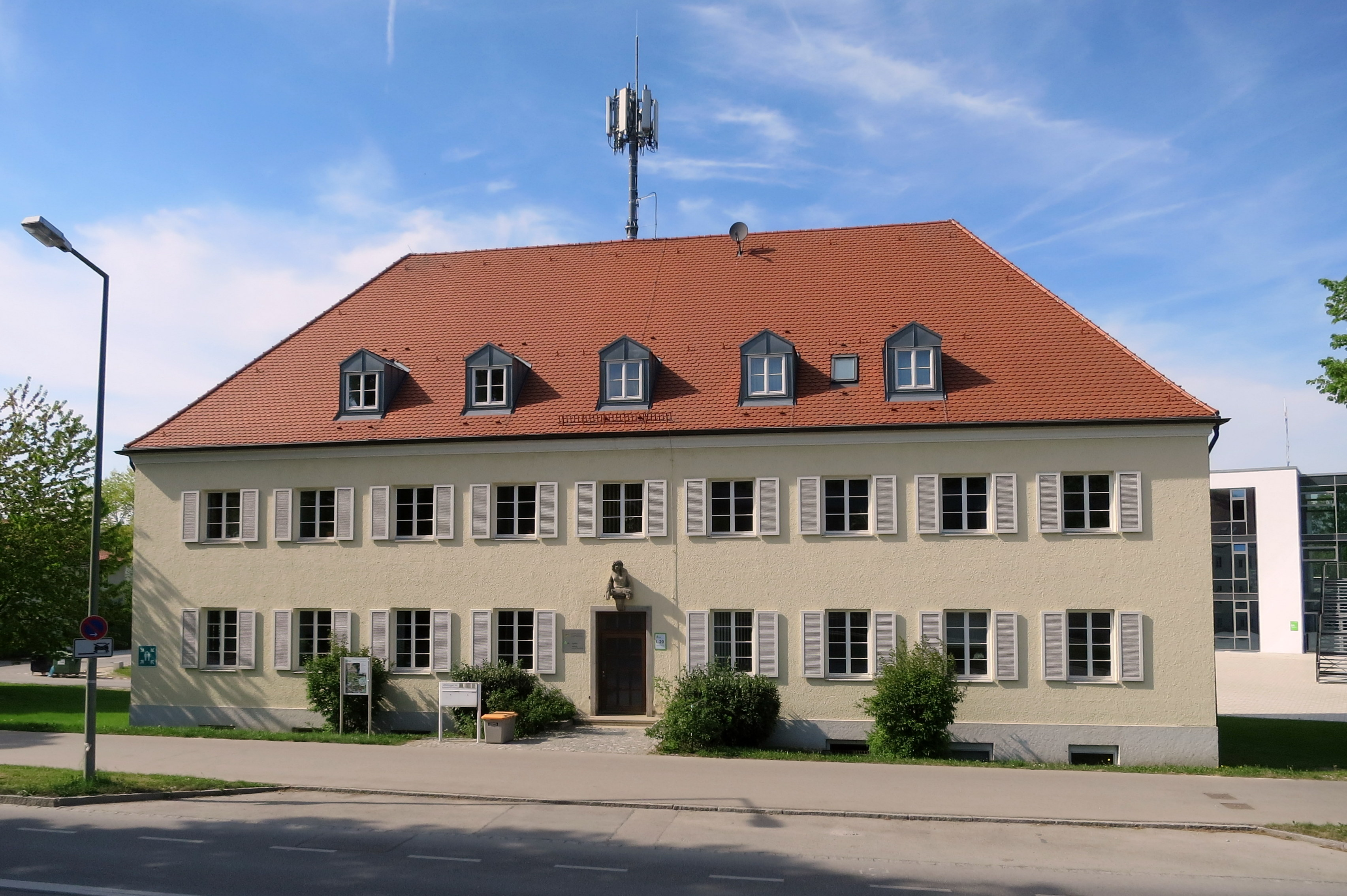
Sitz der Verwaltung der LfL an der Vöttinger Straße 38, Freising

In Freising verteilt sich die LfL auf Standorte auf mehrere Adressen am Campus Freising-Weihenstephan:
- Am Gereuth 2, 4, 6 und 8: Institut für Pflanzenbau und Pflanzenzüchtung (IPZ), Institut für Pflanzenschutz (IPS) und Kompetenzzentrum für Ernährung (KErn)
- Am Staudengarten 3: Institut für Landtechnik (ILT)
- Kreuzbreite 2 und 4: Institut für Pflanzenschutz (IPS)
- Lange Point 4, 6, 10 und 12: Präsident, Präsidium, Präsidialbüro, Institut für Agrarökologie und Biologischen Landbau (IAB), Institut für Pflanzenschutz (IPS), Institut für Pflanzenbau und Pflanzenzüchtung (IPZ), Abteilung Laboranalytik und Abteilung Informationsmanagement (AI)
- Vöttinger Straße 36 und 38: Abteilung Verwaltung (AV), Abteilung Berufliche Bildung (ABB), Institut für Landtechnik (ILT)
- Weihenstephaner Berg 4: Institut für Agrarökologie und Biologischen Landbau (IAB)

### Grub-Poing

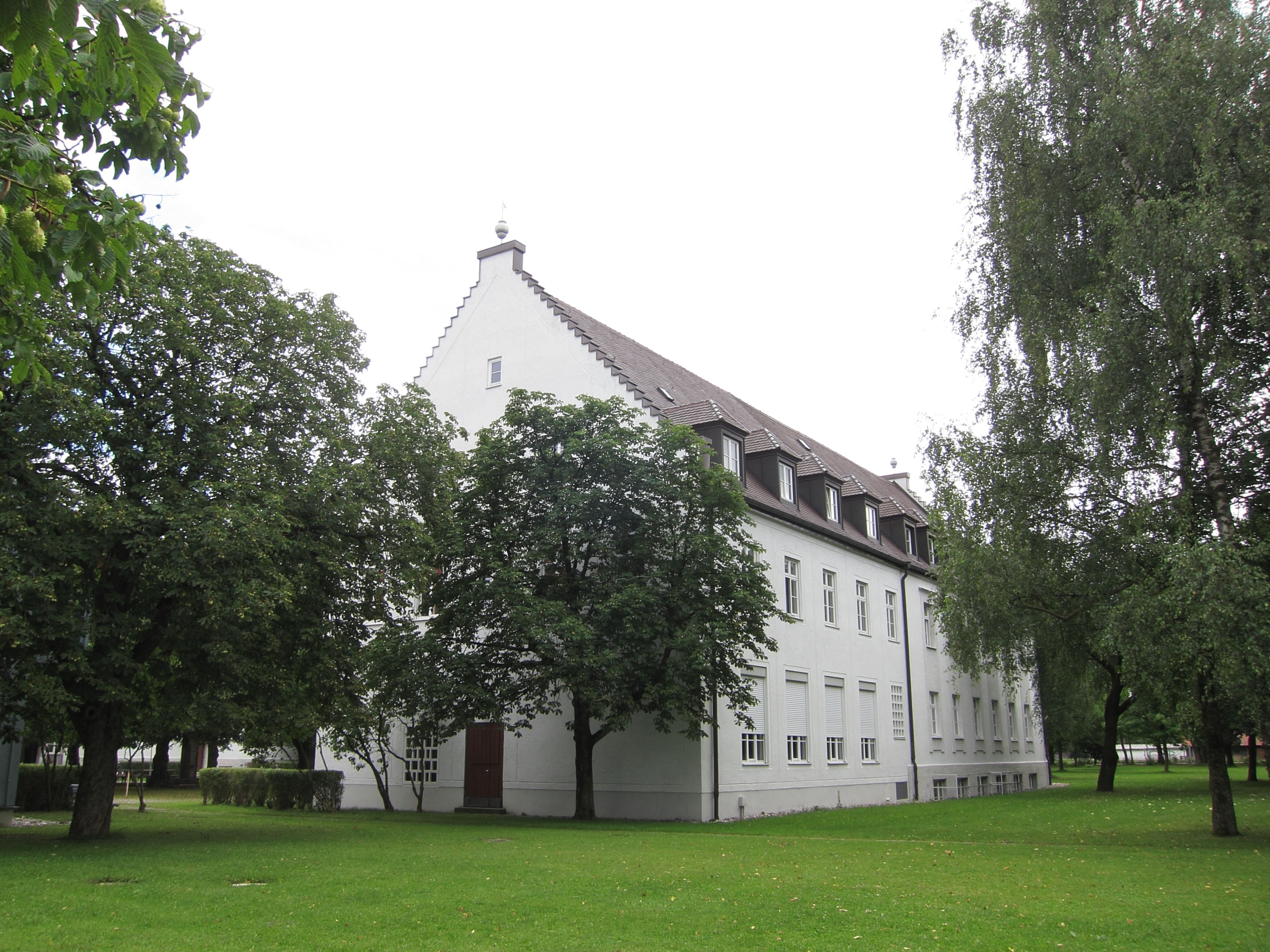
LfL in Grub

Am Standort Grub-Poing sind das Institut für Tierzucht (ITZ), das Institut für Tierhaltung, Tierernährung und Futterwirtschaft (ITF), das Institut für Landtechnik (ILT), das Institut für Pflanzenschutz (IPS), das Institut für Pflanzenbau und Pflanzenzüchtung (IPZ) sowie die Abteilung Laboranalytik (AL) beheimatet.

### München
Am Standort „Menzinger Str. 54“ in München ist die LfL mit dem Institut für Agrarökonomie (IBA), dem Institut für Qualität in der Ernährungswirtschaft (IQE) und der Abteilung Verwaltung (AV) vertreten.

### Ruhstorf an der Rott
Die LfL ist in Ruhstorf an der Rott im Ortsteil Kleeberg (Kleeberg 14) sowie an der Hans-Loher-Straße 32 ansässig. Vertreten sind dort die Stabsstelle Ruhstorf, das Institut für Agrarökologie und Biologischen Landbau (IAB), das Institut für Pflanzenbau und Pflanzenzüchtung (IPZ), das Institut für Pflanzenschutz (IPS), das Institut für Landtechnik und Tierhaltung (ILT), das Institut für Agrarökonomie (IBA), das Institut für Tierzucht (ITZ) und die Abteilung Informationsmanagement (AI).

### Weitere Standorte
- Höchstadt an der Aisch, Greiendorfer Weg 8: Institut für Fischerei (IFI)
- Hüll: Institut für Pflanzenbau und Pflanzenzüchtung (IPZ)
- Kempten, Auf dem Bühl 84: Lehr-, Versuchs- und Fachzentrum für Molkereiwirtschaft Kempten (LVFZ Kempten)
- Kitzingen, Mainbernheimer Str. 101: Abteilung Berufliche Bildung (ABB)
- Kulmbach, Hofer Straße 20: Kompetenzzentrum für Ernährung (KErn)
- München-Riem, Landshamer Straße 11: Institut für Tierzucht (ITZ)
- Nonnenhorn, Im Paradies 7: Institut für Fischerei (IFI)
- Schwarzenau, Stadtschwarzacher Str. 18: Institut für Tierhaltung, Tierernährung und Futterwirtschaft (ITF)
- Starnberg, Weilheimer Str. 8: Institut für Fischerei (IFI)
- Triesdorf, Steingruberstr. 10: Lehr-, Versuchs- und Fachzentrum für Milchanalytik Triesdorf (LVFZ Triesdorf) und Institut für Qualität in der Ernährungswirtschaft (IQE)
- Wolnzach, Kellerstr. 1: Institut für Pflanzenbau und Pflanzenzüchtung (IPZ)